# إشباع وظيفي

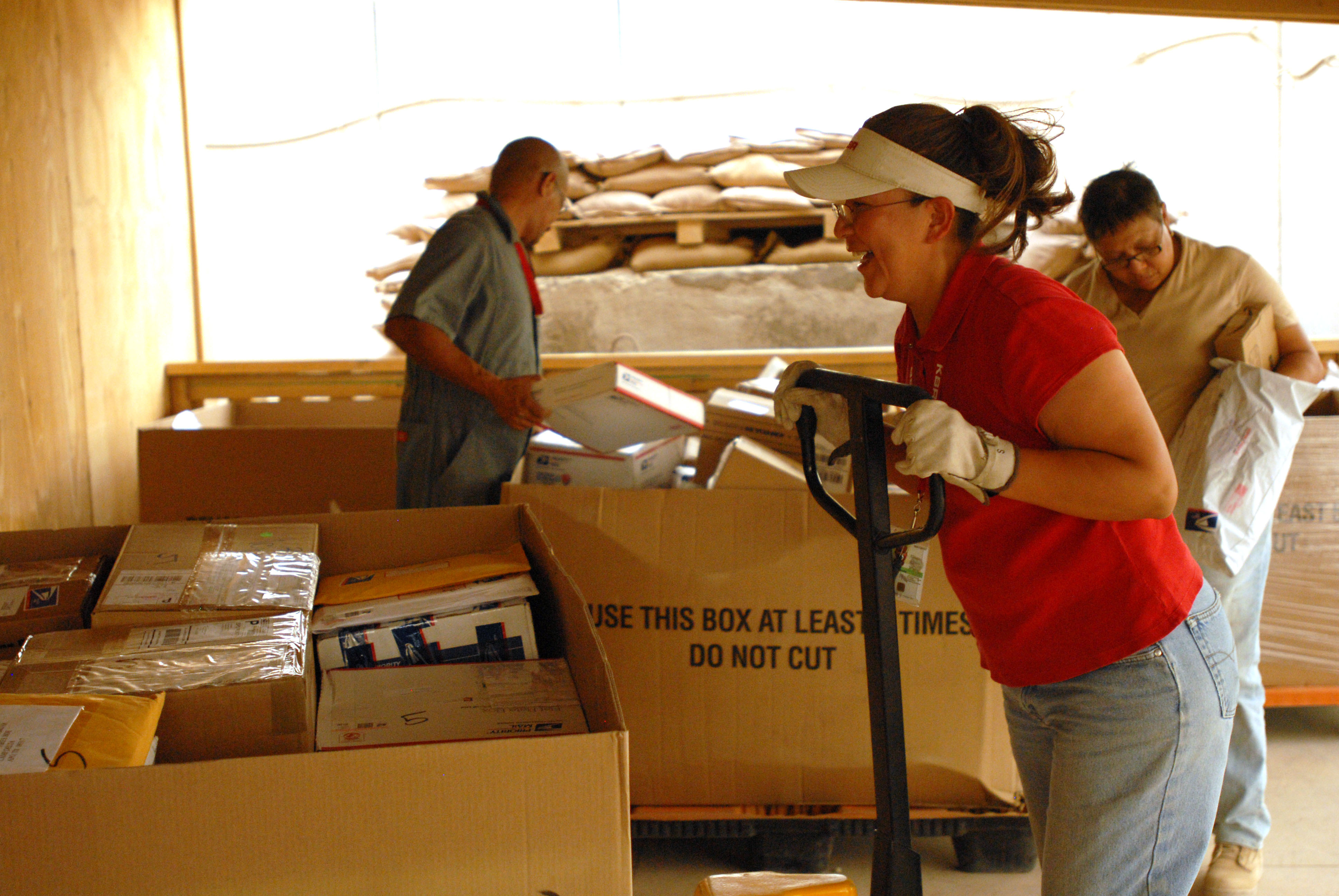

الإشباع الوظيفي أو الرضا الوظيفي هو وصف لحالة الرضا التي يكون عليها الفرد حيال وظيفته أو وظيفتها.
كلما زادت سعادة المرء بوظيفته، كلما زادت حالة الرضا التي يشعر بها. فلا تعتبر حالة الرضا الوظيفي كحالة الحماس، برغم الترابط الشديد بينهما. فالوظيفة تبين الأهداف التي تعزز الرضا الوظيفي والأداء، والأساليب التي تشمل التناوب، توسيع نطاقات العمل واثراء الوظيفة. هذا وتعتبر ثقافة وأسلوب الإدارة، تفعيل دور العاملين، إعطاء صلاحيات لمجموعات العمل المشتركة من التأثيرات التي تشكل الرضا الوظيفي. حيث يعد هذا الرضا عاملا غاية في الأهمية والذي يتم تقييمه من قبل الهيئات المختلفة. ومن أهم أساليب ذلك التقييم معدلات التصويت بشأن ما يقدمه العاملون من تقارير عن انطباعاتهم تجاه وظيفتهم. حيث تتعلق الاستفسارات بمعدلات الدفع، مسؤوليات العمل، المهام المتعددة، فرص العمل الدعائية والعمل الجماعى. وقد يسأل البعض عدة أسئلة بنعم أو لا في حين يسأل البعض الآخر أسئلة عن معدلات الارتياح طبقا لمؤشر من 1- 5 (حيث يمثل رقم 1 «غير راضى بشكل كامل» ويمثل رقم 5 «راضى تماما»).

## التعريفات
قد تم تعريف حالة الإشباع الوظيفي بأنها حالة عاطفية ممتعة ناجمة عن استحسان المرء لوظيفته، انطباع الفرد الايجابى تجاه وظيفته، شعور الفرد تجاه وظيفته. وقد أشار وييس Weiss إلى الإشباع الوظيفي بأنها موقف في حين أوضح إلى ضرورة تركيز الباحثين على جوانب التقييم المعرفية والتي تشمل التأثير (العاطفة)، المعتقدات والسلوكيات. وقد بين هذا التعريف قدرة الأفراد على تكوين مواقف تجاه وظائفهم من خلال مراعاة مشاعرنا ومعتقداتنا وسلوكنا.
نظريات الرضا الوظيفي
ومنها على سبيل المثال:
1) نظرية العلاقات الإنسانية:
هناك حاجات نفسية واجتماعية عند المعلمين أهمها احترام النفس وتأكيد الذات واحترام الآخرين.
2) نظرية التكيف الوظيفي:
تقوم هذه النظرية على الانسجام بين الشخصية المطلوبة للعمل وبيئة العمل نفسه،
ويعد الانسجام العامل الرئيس في تفسير تكيف الفرد مع بيئة العمل كما يتجسد
في شعوره بالرضا والقناعة والاستقرار في الوظيفة.
نظرية أخيرة تعتمد على عدة أمور هي:
1. الثقة: فالإنتاجية والثقة لا يمكن فصلهما.
2. الحذق والمهارة: وهنا يجب أن تكون الممارسة في العمل تتسم بالدقة والتهذيب وحدة الذهن.
3. الألفة والمودة: تعتمد عليها الرابطة المشتركة في الحياة والتي دعا إليها ديننا الحنيف

وما يترتب على ذلك من عيش آمن وحياة مطمئنة واهتمام،
ودعم للناس الآخرين وإقامة علاقات اجتماعية متينة وصداقات حميمة.
وهكذا تعبر النظريات السابقة عن وجهات النظر المتعددة لأصحابها،
وهي تحاول تفسير السلوك الإنساني ودافعيته ورضاه وطرق تحفيزه
للوصول إلى أداء سليم وإنتاجية مرضية.
ويمكن القول بشكل عام: إنه لا توجد نظرية واحدة تفسر جميع حالات
الرضا أو عدمه بل توجد عدة نظريات تمثل وجهات نظر متباينة.
إن مفهوم الرضا الوظيفي أمر يتعلق بالفرد، فهو حالة يصل فيها الفرد إلى التكامل مع عمله
من خلال طموحه الوظيفي ورغبته في النمو والتقدم وتحقيق أهدافه
من خلال تحقيق أهداف العمل ذاته.
وإذا كان موضوع الرضا الوظيفي قد ظهر أصلا في المجال الصناعي إلا أنه اكتسب أهمية خاصة
في المجال التربوي باعتبار أن البشر هم أهم مدخلاته،
وهم كذلك أهم مخرجاته، بل إنه يمكن تقويم كل مخرجات العملية التربوية في
المجال التربوي بعامة والرضا الوظيفي للمعلم أو الإداري،
محرك العملية التربوية بخاصة.

## التاريخ
وتعد دراسات هاوثورن واحدة من أكبر المقدمات لدراسة الإشباع الوظيفي. حيث أشارت تلك الدراسات (1924-1933)، تحت اشراف التون مايو بكلية هارفارد للأعمال، إلى العثور على آثار الظروف المختلفة (وأبرزها الحالة الايجابية) على إنتاجية العمال. وأظهرت هذه الدراسات في نهاية المطاف أن التغيرات البسيطة في ظروف العمل تعمل مؤقتا على زيادة الإنتاجية (تسمى تأثير هاوثورن). ووجد لاحقا أن هذه الزيادة نتجت، لا بسبب الأوضاع الجديدة، ولكن للعلم بمجرد ملاحظتهم. هذا الاكتشاف يقدم دليلا قويا على أن يعمل الناس لأغراض أخرى من الدفع، والتي مهدت الطريق أمام الباحثين في دراسة عوامل أخرى في الرضا الوظيفي.
وللإدارة العلمية (آكا توليريزم) تأثيرا كبيرا على دراسة الإشباع الوظيفي. فريدريك وينسلو تايلور '1911 كتاب، ومبادئ الإدارة العلمية، جادل بأن هناك واحدة أفضل وسيلة لأداء أي عمل معين المهمة. حيث يتعلق هذا الكتاب بالتغير في فلسفة الإنتاج الصناعي، محدثا تغير من مهارات العمل اليدوى والبسيط وصولا لاتجاهات أكثر تقدما قي خطوط الإنتاج واجور العمل ولقد زادت الإنتاجية من جراء تطبيق الإدارة العلمية على الصناعات وذلك بسبب اجبار العمال على العمل بوتيرة أسرع. وعلى الرغم من حالة التعب وعدم الرضا التي انتابتهم، اهتم الباحثون بالإجابة على المزيد من الأسئلة حيال الإشباع الوظيفي. كما تجدر الإشارة إلى أن دابليو ال برايان، والتر ديل سكوت، وهوجو مونستربيرج قد طبقوا آليات العمل طبقا لنظرية تايلور.
وأشار البعض بأن التسلسل الهرمي للاحتياجات النظرية لماسلو، نظرية الدوافع، وضعت الأساس لنظرية الإشباع الوظيفي وفسرت هذه النظرية حاجة البشر لتلبية خمسة احتياجات أساسية في الحياة—الاحتياجات الفسيولوجية، واحتياجات الأمان، والاحتياجات الاجتماعية، وتقدير الاحتياجات الذاتية، وتحقيق الذات حيث يعتبر هذا النموذج بمثابة أساس جيد من خلاله استطاع الباحثون من تطوير نظريات الإشباع الوظيفي.

## نماذج من الإشباع الوظيفي

### نظرية التأثير
يعتبر تصنيف إدوين ايه لوك لنظرية التأثير (1976) اشهرنموذج للإشباع الوظيفي. حيث تقوم تلك النظرية على الفرق بين ما يريده الفرد من خلال وظيفته وبين ما هو كائن بالفعل. كذلك، فإن نظرية تنص على أن كم واحد أحد وجوه القيم معين من مجالات العمل (مثل درجة من الاستقلالية في موقف (المعتدلين مدى ارتياح / راضين واحدة عندما تصبح التوقعات / أرين 'ر الحد. عندما يكون الشخص القيم وجها لوجه الخصوص على وظيفة، عن ارتياحه هو أكثر كثيرا، انعكس إيجابا (عندما توقعات استوفيت) وسلبا (عندما لا تلبى التوقعات)، مقارنة بواحد من الذين لا قيمة تلك الأوجه. ولمزيد من التوضيح، إذا ما قام أحد العاملين ولنفرض س بتقييم أحد جوانب عمله في حين لم يكترث العامل ص مثلا، عندئذ يحقق العامل س درجة عالية من الإشباع بمكانته في عمله والتي تتطلب درجة عالية من الاستقلالية وبالطبع يكون غير مقتنع بمكانة دون التي يطمح إليها بالمقارنة مع نظيره ص.كما تؤكد تلك النظرية على التركيز على أحد الجوانب سيؤدى بطبيعة الحال إلى خلق شعور قوى بعدم الإشباع حيال تقييم العامل لأحد الجوانب أكثر من الحد الطبيعى.

### نظرية الميول
تعد نظرية الميول أحد النظريات المعروفة في مجال الإشباع الوظيفى. بل هو نظرية عامة للغاية يوحي بأن الناس قد التصرفات الفطرية التي تسبب لهم لديهم ميول نحو تحقيق مستوى معين من الارتياح، بغض النظر عن وظيفة واحدة. هذا النهج أصبح ملحوظا تفسير الرضا الوظيفي في ضوء الأدلة على الرضا الوظيفي تميل إلى أن تكون مستقرة على مر الزمن وعبر المهن والوظائف. كما أكد الباحثون على أن التوائم المتطابقة لديهم نفس مستويات الإشباع الوظيفى.
ويعد نموذج التقييم الذاتي للجوهر أحد أهم النماذج التي تضيق نطاق نظرية الميول، والتي عرضها تيموثى ايه جادج عام 1998. القاضي القول بأن هناك أربعة كور التقييمات الذاتية التي تحدد واحد للتخلص من نحو الرضا الوظيفي: احترام الذات، والذات العامة والفاعلية، موقع السيطرة، والعصابية. وتقر هذه النظرية على أن المستويات العليا من احترام الذات (قيمة المرء بذاته) وفاعلية الذات العامة (ايمان المرء بقدراته) يؤديان إلى مزيد من الإشباع الوظيفى. بالإضافة إلى امتلاك الفرد بقوة تحكم داخلية (ايمان المرء بالسيطرة التامة على مجريات حياته، مواجها ضغوط الحياة الخارجية التي تسيطر بطبيعة الحال على الحياة) يؤديان بالضرورة إلى مزيد من الإشباع الوظيفى. وأخيرا، تؤدى مستويات العصابية المنخفضة إلى مزيد من الإشباع الوظيفى.

### نظرية العاملين (نظرية الصحة العامة الدافعية)
تفسر نظرية فريدريك هيرتزبرج (التي تعرف باسم نظرية الصحة العامة الدافعية) الإشباع والدافعية في بيئة العمل. حيث ترتبط تلك النظرية بالإشباع وعدم الإشباع طبقا لعدة عوامل مختلفة—أي عوامل الصحة العامة والدوافع، بالتناوب. ولذلك ترتبط دافعية العامل نحو عمل ما بحالة الإشباع الوظيفي لديه. حيث يمكن للدافعية أن تظهر كأنها عامل داخلى الذي من شأنه يدفع الأفراد لتحقيق أهداف خاصة وتنظيمية (هوسكينسين، بورتر، ورينش، ص133). العوامل المحفزة هي تلك الجوانب الوظيفية التي تجعل الناس يرغبون في القيام بها، وتوفر للناس، مع الارتياح، على سبيل المثال في إنجاز العمل، والاعتراف، وفرص الترقية. كل تلك العوامل تعتبر جوهرية بالنسبة للوظيفة أو للعمل المراد انجازه. وتشمل عوامل الصحة العامة مظاهر بيئة العمل مثل الدفع، سياسات الشركة، ممارسات الاشراف، وشروط العمل الأخرى.
وبينما نشط نموذج هيرتزبيرج، لم يتمكن الباحثون من اثبات النموذج تجريبيا، حيث أشار كلا من هاكمان وأولدهام أن صيغة نموذج هيرتزبيرج الأصلية ما هي إلا صناعة نظرية فحسب. وعلاوة على ذلك، لم تلتفت النظرية إلى الفروق الفردية، حيث تشير إلى كافة العاملين بطرق متماثلة من حيث تغير عوامل الصحة العامة الدافعية وأخيرا، تم توجيه النقد للنموذج من حيث عدم توافر إمكانية قياس درجة عوامل الصحة العامة الدافعية.

### نموذج خصائص الوظيفة
اقترح هاكمان وأولدهام نموذجا لخصاص الوظيفة، والذي يتم تطبيقه كهيكل لدراسة مدى تأثير خصائص وظيفة ما على مخرجات العمل في حد ذاته، بما في ذلك الإشباع الوظيفى. حيث يشير النموذج إلى خمسة خصائص مميزة للوظيفة (تنوع المهارة، أهمية المهام، دلالة المهام، الاستقلال الذاتي، والتغذية المرتدة) والتي بدورها تعكس ثلاث حالات نفسية (الخبرة المتأنية، المسؤولية التامة عن المخرجات، الدراية التامة بالنتائج المحددة)، مما يؤثر على مخرجات العمل ككل (الإشباع الوظيفى، ظاهرة الغياب عن العمل، الدافعية، الخ). ومن ثم تكون الخمسة خصائص سجلا محتملا لدافعية الوظيفة، والذي يمكن استخدامه كمعيار لتأثير الوظيفة على اتجاهات وسلوكيات العاملين---. وتمد نتائج تحليل الدراسات والتي تقيم هيكل العمل من خلال النموذج بعض الدعم لنموذج خصائص الوظيفة.

## الاتصال الزائد والاتصال الناقص
وتعتبر إدارة مطالب الاتصال واحدة من أهم جوانب العمل بالنسبة للفرد والتي يواجهها الفرد في وظيفته (كراير، كى جى، وستبروك، ال. ص 85). يمكن أن توصف بأنها تطالب حمولة الاتصالات، والتي تشير إلى «أن معدل وتعقيد مدخلات الاتصالات الفرد يجب أن العملية في إطار زمنية معينة (Faraca، مونجي، وراسل، 1977).» ويمكن للأفراد في مؤسسة ما تجربة الاتصال الزائد والاتصال الناقص والذي يمكن أن يؤثر على مستوى الإشباع الوظيفي. ويمكن حدوث الاتصال الزائد عندما «يتلقى الفرد الكثير من الرسائل في فترة قصيرة من الوقت والذي يمكن أن يسبب عدم تنظيم في كم المعلومات أو عندما يواجه الفرد رسائل أكثر تعقيدا والتي تكون أكثر صعوبة في معالجتها (فاراك، مونج، وراسل، 1997).» ونتيجة لهذه العملية، «نظرا لأسلوب الفرد في العمل والدافع لديه لإكمال المهمة، وعند زيادة المدخلات عن المخرجات، يدرك الفرد حالة من الزيادة (كراير، كي جى، وستبروك، ال، ص 86) والتي يمكن أن أن تتعلق إيجابيا أو سلبيا بالإشباع الوظيفي. وفي المقابل، يمكن حدوث الاتصال الناقص عند ترسل الرسائل أو المدخلات بكم أقل من قدرة الفرد على معالجتها (فاراك، مونج، وراسل، 1997).» ووفقا لفكرة الاتصال الزائد والناقص، إذا لم يحصل الفرد على قدر كاف من المدخلات بشأن الوظيفة أو إذا لم ينجح في معالجة هذه المدخلات، تصيب الفرد حالة من عدم الإشباع، ويصبح محبطا، وغير سعيد بعمله الأمر الذي يؤدي إلى انخفاض مستوى الإشباع الوظيفي

## قياس الإشباع الوظيفي
هناك أساليب كثيرة لقياس الإشباع الوظيفي. حتى الآن، يعتبر الأسلوب الأكثر شيوعا لجمع البيانات المتعلقة بالإشباع الوظيفي هو مقياس ليكرت (نسبة لرينسيز ليكرت). وتشمل الأساليب الأخرى والأقل شيوعا لقياس الإشباع الوظيفي: أسئلة بنعم / ولا، أسئلة الصواب / والخطأ، وأسئلة اكمال الفراغات، والقوائم مرجعية، الاختيار من متعدد. يتم جمع مثل تلك البيانات عادة باستخدام نظام إدارة اقتراحات مرجعية للمشاريع.
مؤشر وصف الوظيفة، الذي أنشأه سميث، كندال، وهولين (1969)، هو استبيان محدد للإشباع الوظيفي الذي تم استخدامه على نطاق واسع. حيث يقيس مستوى الإشباع لدى الفرد طبقا لخمسة جوانب: الأجر، والترقيات، وفرص الترقية، وزملاء العمل، والإشراف، والعمل نفسه. ويعتبر المقياس بسيطا، حيث يستطيع المشاركون الإجابة إما بنعم، أوبلا، أو لا أستطيع أن أقرر (المشار إليها بعلامة الاستفهام "؟") ردا على ما إذا كانت الجملة المذكورة تتعلق ببيانات تصف بدقة وظيفة الفرد.
ويعتبر مؤشر الوظيفة العام قياس للإشباع الوظيفي ككل. حيث يعد نموذجا متطورا لمؤشر وصف الوظيفة لأن الأخير يركز كثيرا على النواحي الفردية وليس على قدر الإشباع الوظيفي في العمل بشكل عام.
وتشمل الاستبيانات الأخرى للإشباع الوظيفي ما يلى: استبيان ولاية مينيسوتا للإشباع، وفحص الإشباع الوظيفي، ومقياس الأوجه حيث يقيس استبيان ولاية مينيسوتا الإشباع الوظيفي قي 20 جانب، وبه نموذج مطول يضم 100 سؤال (خمسة بنود لكل جانب) ونموذج مصغر يضم 20 سؤالا (بند واحد لكل وجه). ويشمل فحص الإشباع الوظيفي استبيانا يضم 36 سؤالا والذي يقيس تسعة جوانب من الإشباع الوظيفي. وأخيرا، فإن مقياس الأوجه للإشباع الوظيفي، بوصفه واحدا من أول المقاييس المستخدمة على نطاق واسع، يقيس درجة الإشباع الوظيفي ككل، وذلك باستخدام بندا واحدا فقط حيث يجيب فيه المشاركون عن طريق اختيار أحد الأوجه.

## اتصال المسؤول الأعلى
يعتبر اتصال المسؤول الأعلى ذو تأثير هام على الإشباع الوظيفي في بيئة العمل. حيث يمكن أن تؤثر معاملة المشرف للعمال على الإشباع الوظيفي اما ايجابيا أو سلبيا. ويعتبر السلوك التفأعلى مثل تعبير الوجه، واتصال العين، التعبيرات الصوتية، وحركة الجسم أمرا حاسما في التأثير على العلاقة بين الرئيس والمرؤوس (تيفين، ص 156). وتلعب الرسائل الشفهية دورا محوريا في التفاعل بين الأفراد فيما يتعلق بتكوين انطباع، والخداع، والجذب والتأثير الاجتماعي، والتعبير العاطفي (بورجون، بولر، ووودال، 1996). حيث تساعد الرسائل الشفهية الفورية من المشرف على زيادة مشاركة الأفراد مع مرؤوسيهم مما يؤثر على الإشباع الوظيفي كما تعتبر الطريقة التي يتواصل بها المشرفين مع مرؤوسيهم أكثر أهمية من المحتوى اللفظي (تيفين، ص 156). ويعتبر الأفراد الذين لا يروق لهم، أو يفكرون بشكل سلبي تجاه رؤسائهم أقل رغبة في التواصل أو الدافعية للعمل بينما يعتبر الأفراد الذين يحبون ويفكرون بشكل إيجابي تجاه المشرف على درجة أكبر من التواصل والإشباع بشأن وظيفتهم وبيئة العمل على حد سواء. حيث تعد العلاقة بين الرئيس والمرؤوس عاملا غاية في الأهمية بالنسبة لبيئة العمل. ولذلك، يعد المشرف الذي يستخدم عبارات التشجيع، والود، وأساليب التواصل المفتوحة أكثر استعدادا لتلقي ردود فعل إيجابية وعالية من الإشباع الوظيفي من مرؤوسيه في حين يتلقى المشرف غير الاجتماعى، غير الودود والذي لا يكن لديه استعدادا للتواصل بشكل طبيعى مع البيئة والمجتمع ردود فعل سلبية جدا مما يؤدى إلى انخفاض نسبة الإشباع الوظيفي من قبل المرؤوسين في بيئة العمل.

## الإشباع الوظيفي والعواطف
تعتبر الحالة المزاجية والعواطف المادة الخام التي تجتمع لتشكل العناصر الفعالة للإشباع الوظيفى. (وييس وكروبانزانو، 1996). فتأثير الحالات المزاجية يدوم طويلا لكن غالبا ما تكون أقل معرفة للمصدر، في حين تكون المشاعر أكثر عمقا، وغير واضحة الملامح أو الأسباب. 

فهناك دليل واضح في الأدب يبين أن الحالات المزاجية تتعلق بشكل أساسي بالإشباع الوظيفى. كما توجد العواطف الايجابية والسلبية بدرجة كبيرة ومتعلقة بالإشباع الوظيفى. 

حيث ثبت أن مجموعة المشاعر الايجابية الصافية أفضل في التنبوء بالإشباع الوظيفي من العواطف الايجابية المركزة عندما تظهر إلى حيز التنفيذ.

العاطفة تنظيم العمل والعاطفة هي أيضا ذات الصلة الرضا الوظيفي.
حيث يشير تنظيم العمل (أو تنظيم الإدارة) إلى الجهود المختلفة لإدارة الحالات والظواهر الشعورية. بينما يشمل تنظيم العاطفة جميع الجهود الواعية وغير الواعية لزيادة ولاستمرار أو تقليل أحد أو أكثر من مكونات العاطفة. وبرغم تأكيد الدراسات الحديثة الخاصة بتداعيات العمل العاطفي آثاره الضارة على العمال، وأشارت الدراسات على العمال في مختلف الوظائف إلى أن تداعيات العمل العاطفي لا تشكل أية آثار سلبية من أي نوع.
فقد وجد أن قمع المشاعر غير السارة يقلل من درجة الإشباع الوظيفي، بينما تعزيز المشاعر السارة يزيد من درجة الإشباع الوظيفي.
فلفهم كيفية ارتباط تنظيم العاطفة بالإشباع الوظيفي علينا الإشارة إلى نموذجين:
1. التنافر العاطفي. التنافر العاطفي هو حالة من التناقض بين الحقائق العامة للعواطف والتجارب الداخلية للمشاعرحيث غالبا ما يتبع عملية تنظيم العواطف.حالة من التنافر العاطفي المرتبط باستنفاد كم كبير من العاطفة، وانخفاض الالتزام التنظيمي، وانخفاض الإشباع الوظيفي.
2. نموذج التفاعل الاجتماعي للأخذ بمنظور التفاعل الاجتماعي، وربما ينتج تنظيم عاطفة العمال الاستجابات من خلال لقاءات بين الأشخاص الآخرين في وقت لاحق والتي تؤثر بطبيعة الحال على الإشباع الوظيفي. فعلى سبيل المثال: إن تراكم الردود الايجابية للعواطف اللطيفة قد يؤثر ايجابا على الإشباع الوظيفي 
 كما قد يزيد أداء العمل العاطفي من فرص النتائج المرجوة التي تنعكس على الإشباع الوظيفي.

## العلاقات والآثار العملية
يمكن للإشباع الوظيفي أن يكون معيارا يوضح كيف يشعر العاملون تجاه وظائفهم ومؤشرا لسلوكيات العمل مثل المواطنة التنظيمية، الغياب والمداومة. كذلك، يمكن أن يوازن الإشباع الوظيفي بين علاقة اختلافات الشخصية وسلوكيات العمل المنحرف.
بينت إحدى الأبحاث التوافق بين الإشباع الوظيفي والإشباع الحياتى بصفة عامة. حيث يتسم ذلك الترابط بالتناغم، بمعنى أن الأفراد الذين يقنعون بحياتهم يشعرون بالرضا عن وظائفهم ومن يرضى عن وظيفته يقنع بحياته. بيد أن بعض البحوث وجدت أن مستوى الإشباع الوظيفي لا يرتبط بالرضا عن الحياة بدرجة كبيرة وذلك عندما توضع في الاعتبار بعض المتغيرات الأخرى مثل الإشباع الغير وظيفي وتقييم النفس.
وقد أوضحت بعض الهيئات أن للإشباع الوظيفي جوانب أخرى مرتبطة بدرجة الإنتاجية في الوظيفة. وتعتبر تلك المعلومة غاية في الأهمية بالنسبة للباحثين ورجال الأعمال، حيث ترتبط فكرة الإشباع والأداء الوظيفي بعضهما البعض كما تنادى به بعض وسائل الاعلام وبعض الأعمال الأدبية غير الأكاديمية وقد أظهرت نتائج أحد التحليلات حديثا وجود متوسط ترابط غير صحيح بين الإشباع الوظيفي والإنتاجية ليصل إلى س=18؛ قيمة التناغم الحقيقى، الذي تم تعديلها لأعمال البحث وتعتبر غير موثوق بها، س=30. وإضافة إلى ذلك، وجد البحث أن العلاقة بين الإشباع والأداء يمكن أن يصور في ظل صعوبات العمل، حيث تزداد نسبة الترابط بين الإشباع والإنتاجية في الوظائف الأكثر تعقيدا (ρ=.52) من الوظائف التي بها معدلات أقل (ρ=.29). وباختصار، فإن العلاقة بين الإشباع والإنتاجية تعتبر غير واضحة المعالم ويمكن أنت تتأثر بالعديد من العوامل الأخرى، ولاينبغى للفكرة التي تنادى بأن «العامل السعيد عامل منتج» أن تكون معيارا لصانعى القرار داخل المنظمات.
وفيما يتعلق بالأداء الوظيفى، يمكن أن تكون شخصية الموظف أكثر أهمية من الإشباع الوظيفي. حيث يعتقد أن العلاقة بين الإشباع الوظيفي والأداء علاقة زائفة؛ وبدلا من ذلك، يعتبر كلا من الإشباع والإنتاجية حصيد لشخصية العامل ذاته.